# Кедровий міський округ (Томська область)
Кедро́вий міський округ (рос. Кедровый городской округ) — адміністративна одиниця Томської області Російської Федерації.
Адміністративний центр — місто Кедровий.
Станом на 2002 рік існувала Кедрова міська рада, які підпорядковувалась Пудінська сільська рада.

## Населення
Населення району становить 3079 осіб (2019; 3948 у 2010, 3052 у 2002).

## Склад
До складу міського округу входять:
| Населений пункт    | Населення, осіб (2002) | Населення, осіб (2010) |
| ------------------ | ---------------------- | ---------------------- |
| Калінінськ, селище | 187                    | 122                    |
| Кедровий, місто    | 1185                   | 2451                   |
| Лушниково, селище  | 300                    | 203                    |
| Останино, селище   | 330                    | 281                    |
| Пудино, село       | 934                    | 796                    |
| Рогальово, селище  | 88                     | 68                     |
| Таванга, селище    | 28                     | 27                     |